# Villers-Bocage (Somme)
Villers-Bocage és un municipi francès situat al departament del Somme i a la regió dels Alts de França. L'any 2007 tenia 1.433 habitants.

## Demografia

### Població

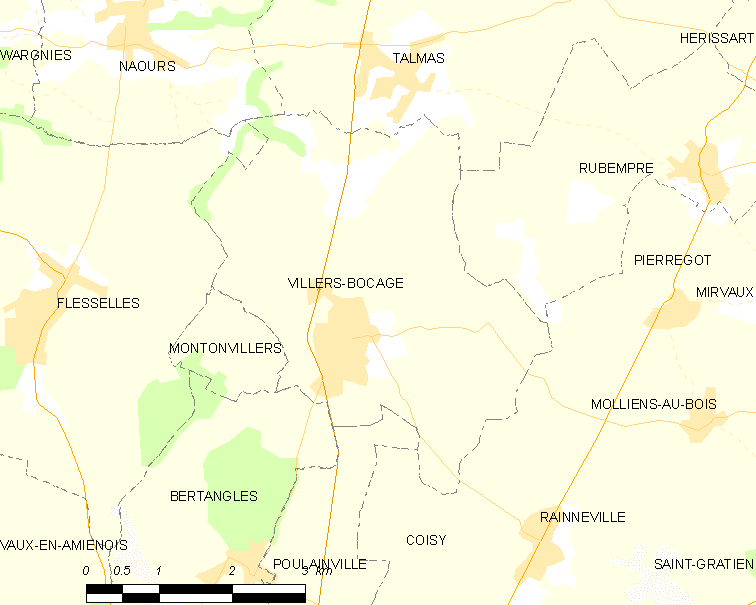

El 2007 la població de fet de Villers-Bocage era de 1.433 persones. Hi havia 550 famílies de les quals 128 eren unipersonals (52 homes vivint sols i 76 dones vivint soles), 167 parelles sense fills, 207 parelles amb fills i 48 famílies monoparentals amb fills.
La població ha evolucionat segons el següent gràfic:
Habitants censats

### Habitatges
El 2007 hi havia 594 habitatges, 556 eren l'habitatge principal de la família, 2 eren segones residències i 36 estaven desocupats. 542 eren cases i 51 eren apartaments. Dels 556 habitatges principals, 424 estaven ocupats pels seus propietaris, 121 estaven llogats i ocupats pels llogaters i 12 estaven cedits a títol gratuït; 13 tenien una cambra, 32 en tenien dues, 60 en tenien tres, 95 en tenien quatre i 357 en tenien cinc o més. 472 habitatges disposaven pel capbaix d'una plaça de pàrquing. A 198 habitatges hi havia un automòbil i a 308 n'hi havia dos o més.

### Piràmide de població
La piràmide de població per edats i sexe el 2009 era:
| Homes | Edats   | Dones |
| ----- | ------- | ----- |
| 0     | 95 o +  | 0     |
| 0     | 90 a 94 | 4     |
| 4     | 85 a 89 | 8     |
| 4     | 80 a 84 | 4     |
| 16    | 75 a 79 | 20    |
| 16    | 70 a 74 | 40    |
| 20    | 65 a 69 | 20    |
| 24    | 60 a 64 | 36    |
| 28    | 55 a 59 | 28    |
| 40    | 50 a 54 | 56    |
| 44    | 45 a 49 | 24    |
| 36    | 40 a 44 | 36    |
| 80    | 35 a 39 | 84    |
| 40    | 30 a 34 | 40    |
| 44    | 25 a 29 | 36    |
| 32    | 20 a 24 | 56    |
| 28    | 15 a 19 | 60    |
| 48    | 10 a 14 | 64    |
| 68    | 5 a 9   | 72    |
| 20    | 0 a 4   | 40    |

## Economia
El 2007 la població en edat de treballar era de 965 persones, 691 eren actives i 274 eren inactives. De les 691 persones actives 650 estaven ocupades (334 homes i 316 dones) i 41 estaven aturades (21 homes i 20 dones). De les 274 persones inactives 97 estaven jubilades, 133 estaven estudiant i 44 estaven classificades com a «altres inactius».

### Ingressos
El 2009 a Villers-Bocage hi havia 562 unitats fiscals que integraven 1.467 persones, la mediana anual d'ingressos fiscals per persona era de 22.473 €.

### Activitats econòmiques
Dels 70 establiments que hi havia el 2007, 2 eren d'empreses alimentàries, 3 d'empreses de fabricació d'altres productes industrials, 9 d'empreses de construcció, 10 d'empreses de comerç i reparació d'automòbils, 6 d'empreses de transport, 3 d'empreses d'hostatgeria i restauració, 3 d'empreses financeres, 4 d'empreses immobiliàries, 12 d'empreses de serveis, 13 d'entitats de l'administració pública i 5 d'empreses classificades com a «altres activitats de serveis».
Dels 21 establiments de servei als particulars que hi havia el 2009, 1 era una oficina d'administració d'Hisenda pública, 1 gendarmeria, 1 oficina de correu, 2 oficines bancàries, 3 tallers de reparació d'automòbils i de material agrícola, 1 guixaire pintor, 3 fusteries, 1 lampisteria, 1 electricista, 2 perruqueries, 2 veterinaris, 1 restaurant i 2 agències immobiliàries.
Dels 4 establiments comercials que hi havia el 2009, 1 era un hipermercat, 1 una botiga de menys de 120 m² i 2 floristeries.
L'any 2000 a Villers-Bocage hi havia 10 explotacions agrícoles que ocupaven un total de 768 hectàrees.

## Equipaments sanitaris i escolars
L'únic equipament sanitari que hi havia el 2009 era una ambulància.
El 2009 hi havia 2 escoles elementals. Villers-Bocage disposava d'un col·legi d'educació secundària amb 575 alumnes.

## Poblacions més properes
El següent diagrama mostra les poblacions més properes.